# Liste der Kulturgüter in Zollikon
Die Liste der Kulturgüter in Zollikon enthält alle Objekte in der Gemeinde Zollikon im Kanton Zürich, die gemäss der Haager Konvention zum Schutz von Kulturgut bei bewaffneten Konflikten, dem Bundesgesetz vom 20. Juni 2014 über den Schutz der Kulturgüter bei bewaffneten Konflikten sowie der Verordnung vom 29. Oktober 2014 über den Schutz der Kulturgüter bei bewaffneten Konflikten unter Schutz stehen.
Objekte der Kategorie A sind im Gemeindegebiet nicht ausgewiesen, Objekte der Kategorie B sind vollständig in der Liste enthalten, Objekte der Kategorie C fehlen zurzeit (Stand: 1. Januar 2023). Unter übrige Baudenkmäler sind weitere geschützte Objekte zu finden, die im Verzeichnis der Objekte von überkommunaler Bedeutung der kantonalen Denkmalpflege zu finden und nicht bereits in der Liste der Kulturgüter enthalten sind.

## Kulturgüter
| Foto |                                                                                          | Objekt                                                        | Kat. | Typ | Standort                                           | Beschreibung |
| ---- | ---------------------------------------------------------------------------------------- | ------------------------------------------------------------- | ---- | --- | -------------------------------------------------- | ------------ |
| ja   | Datei hochladen · Wikidata zu Traubenberg (Q1635141)                                     | Landsitz Traubenberg mit Waschhaus KGS-Nr.: 07845             | B    | G   | Seestrasse 83 685486 / 243381                      |              |
| ja   | Datei hochladen · Wikidata zu Wohnhaus «zum Hinderen Zünen« (Q29933506)                  | Ehemaliges Bauernhaus «Hinter Zünen» KGS-Nr.: 12727           | B    | G   | Hinter Zünen 8 685764 / 244069                     |              |
| ja   | Datei hochladen · Wikidata zu Reformierte Kirche (Q2137142)                              | Reformierte Kirche KGS-Nr.: 16635                             | B    | G   | Rösslirain 2.1 685833 / 243658                     |              |
| ja   | Datei hochladen · Wikidata zu Reformiertes Kirchgemeindezentrum Zollikerberg (Q16354669) | Reformiertes Kirchgemeindezentrum Zollikerberg KGS-Nr.: 16636 | B    | G   | Hohfurenstrasse 1 687717 / 244429                  |              |
| BW   | Datei hochladen                                                                          | Wohnhäuser in Gstad KGS-Nr.: 16637                            | B    | G   | Seestrasse 51 / Bahnhofstrasse 3–5 685356 / 243765 |              |

## Übrige Baudenkmäler
| ID             | Foto |                                                                | Objekt                                   | Kat.    | Typ | Standort                              | Beschreibung |
| -------------- | ---- | -------------------------------------------------------------- | ---------------------------------------- | ------- | --- | ------------------------------------- | ------------ |
| 16100429       | ja   | Datei hochladen                                                | Ehemaliges Weinbauernhaus                | C       | G   | Alte Landstrasse 50 685726 / 243938   |              |
| 16100602       | ja   | Datei hochladen · Wikidata zu Villa Meier-Severini (Q21035612) | Villa Meier-Severini                     | B reg.  | G   | Zollikerstrasse 86 685677 / 243800    |              |
| 16100621       | ja   | Datei hochladen                                                | Ehemaliges Weinbauernhaus «Zur Tiefenau» | B reg.  | G   | Sägegasse 27 685758 / 243571          |              |
| 16100685       | ja   | Datei hochladen                                                | Bahnhof Zollikon, Güterschuppen          | B reg.  | G   | Bahnhofstrasse 18 685477 / 243588     |              |
| 16100688       | ja   | Datei hochladen · Wikidata zu Bahnhof Zollikon (Q8073578)      | Bahnhof Zollikon, Stationsgebäude        | B reg.  | G   | Bahnhofstrasse 20 685492 / 243561     |              |
| 16100945       | ja   | Datei hochladen                                                | Villa Borsari                            | B reg.  | G   | Seestrasse 29 685331 / 244063         |              |
| 16100946       |      | Datei hochladen                                                | Villa Borsari, Nebengebäude              | B reg.  | G   | Seestrasse 29 bei 685346 / 244071     |              |
| 16100965       | ja   | Datei hochladen                                                | Villa Seeschlössli                       | B reg.  | G   | Seestrasse 34 685301 / 243899         |              |
| 16100966       |      | Datei hochladen                                                | Villa Seeschlössli, Pavillon             | B reg.  | G   | Seestrasse 34 bei 685269 / 243910     |              |
| 16101006       |      | Datei hochladen                                                | Landsitz Traubenberg, Nebengebäude       | B kant. | G   | Seestrasse 85 685497 / 243373         |              |
| 16101368       | ja   | Datei hochladen                                                | Einfamilienhaus                          | B reg.  | G   | Schlossbergstrasse 27 686355 / 244268 |              |
| 161ZUSA00098-1 | ja   | Datei hochladen                                                | Schulhaus Rüterwis B                     | B reg.  | G   | Rüterwiesstrasse 8.2 687977 / 244385  |              |

Legende: Im Wesentlichen siehe Legende der Liste der Kulturgüter von nationaler und regionaler Bedeutung, mit folgenden Ausnahmen:
- Anstelle der KGS-Nummer wird als Objekt-Identifikator (ID) die Inventarnummer im Verzeichnis der Objekte von überkommunaler Bedeutung des kantonalen Denkmalschutzamtes verwendet.
- Bei den Kategorien wird wie folgt unterschieden: B kant. = Objekt von kantonaler Bedeutung (Kanton Zürich); B reg. = Objekt von regionaler Bedeutung (Kanton Zürich).